# Hede församling, Göteborgs stift
Hede församling var en församling i Munkedals kommun i Göteborgs stift med medeltida ursprung. Den uppgick 2006 i Sörbygdens församling.

## Administrativ historik
Församlingen var till 1994 annexförsamling i pastoratet Krokstad, Hede och Sanne och därefter till 2006 tillsammans med dessa annex till Foss församling.  Församlingen uppgick 2006 i Sörbygdens församling.

## Kyrkor
- Hede kyrka